# Llista de presidents de l'Equador

Estendard presidencial.

El President de la República de l'Equador és el cap d'Estat i de Govern d'aquest país andí. És el cap de la Funció Executiva, sent assistit per un vicepresident i un equip de col·laboradors agrupats en el Gabinet d'Estat. L'esposa del mandatari rep el títol de Primera Dama de l'Equador. El seu lema és «El meu Poder en la Constitució», frase que apareix des de 1830 a la Banda Presidencial. En ser investit, el president rep la Banda, que té els colors de la bandera equatoriana amb l'escut nacional al centre, el Gran Collar de l'Orde Nacional al Mèrit i un bastó de comandament, que són els símbols de la seva autoritat com a cap de l'Estat.
El Gabinet d'Estat s'integra per funcionaris designats pel president, sota les denominacions: Ministre, Ministre de Coordinació i Secretari Nacional. A més, els funcionaris dels organismes de control (designats pel Congrés) formen part del Gabinet Ampliat de l'Estat.
Entre 1830 i 1869, el càrrec de President de la República va ser triat de manera indirecta, és a dir, a través del Legislatiu. Des 1869, el president sorgeix del vot de la població, però, cal tenir en compte que durant el segle xix, Equador vivia una democràcia censitaria: només votaven els homes amb renda suficient i ofici decent.
Entre 1906 i 1945, les eleccions es realitzaven de manera generalment fraudulenta, per això s'estima l'any 1946 com l'inici de la democràcia a l'Equador. Entre 1946 i 1967, no hi havia el càrrec de vicepresident. Des de 1979, el president i vicepresident són elegits en sufragi directe en una mateixa papereta. Guanya el candidat que hagi obtingut més de la meitat de vots vàlids, en cas contrari, es recorre a una segona volta entre els dos candidats més votats. Des de 1998, també pot guanyar un candidat que obtingui més del 40% de vots, sempre que tingui una diferència d'almenys 10% sobre el segon candidat. Tots aquests percentatges es calculen sobre el total de vots vàlids (és a dir, sense comptar vots nuls i en blanc).
El president exerceix un període de 4 anys. Entre 1906 i 1967, el mandat s'iniciava l'1 de setembre. Entre 1979 i 1998, el mandat presidencial s'iniciava els dies 10 d'agost. Des de 1998, els presidents elegits en les urnes assumeixen el càrrec el dia 15 de gener. El 2009 novament s'assumeix el 10 d'agost.

## Llista de Presidents de l'Equador
Presidents de la República de l'Equador, des de la seva independència (1830) fins a l'actualitat:
| Nom                                                                                              | Inici de mandat | Fi de mandat |
| ------------------------------------------------------------------------------------------------ | --------------- | ------------ |
| Juan José Flores                                                                                 | 13-05-1830      | 10-09-1834   |
| Vicente Rocafuerte                                                                               | 10-09-1834      | 31-01-1839   |
| Juan José Flores                                                                                 | 31-01-1839      | 06-03-1845   |
| Triumvirat José Joaquin de Olmedo, Vicente Ramón Roca, Diego Noboa                               | 06-03-1845      | 08-12-1845   |
| Vicente Ramón Roca                                                                               | 08-12-1845      | 15-10-1849   |
| Manuel de Ascásubi                                                                               | 15-10-1849      | 10-06-1850   |
| Diego Noboa                                                                                      | 10-06-1850      | 26-02-1851   |
| José María Urvina                                                                                | 26-02-1851      | 31-07-1856   |
| Francisco Robles                                                                                 | 16-10-1856      | 17-09-1859   |
| Gabriel García Moreno                                                                            | 17-09-1859      | 31-08-1865   |
| Rafael Carvajal                                                                                  | 31-08-1865      | 07-09-1865   |
| Jerónimo Carrión                                                                                 | 07-09-1865      | 06-11-1867   |
| Pedro José de Arteta                                                                             | 06-11-1867      | 20-01-1868   |
| Juan Javier Espinosa                                                                             | 20-01-1868      | 19-01-1869   |
| Gabriel García Moreno                                                                            | 19-01-1869      | 16-05-1869   |
| Manuel de Ascásubi                                                                               | 16-05-1869      | 10-08-1869   |
| Gabriel García Moreno                                                                            | 10-08-1869      | 06-08-1875   |
| Francisco León Franco                                                                            | 06-08-1875      | 06-10-1875   |
| José Javier Eguiguren                                                                            | 06-10-1875      | 09-12-1875   |
| Antonio Borrero                                                                                  | 09-12-1875      | 26-12-1876   |
| Ignacio de Veintemilla                                                                           | 26-12-1876      | 10-01-1883   |
| Pentavirat Pablo Herrera, Luis Cordero, Pedro Lizarzaburu, Rafael Pérez Pareja, Agustín Guerrero | 14-01-1883      | 05-10-1883   |
| Ramón Borrero                                                                                    | 05-10-1883      | 17-02-1884   |
| José Plácido Caamaño                                                                             | 17-02-1884      | 30-06-1888   |
| Pedro José Cevallos                                                                              | 01-07-1888      | 17-08-1888   |
| Antonio Flores Jijón                                                                             | 17-08-1888      | 01-07-1892   |
| Luis Cordero                                                                                     | 01-07-1892      | 16-04-1895   |
| Vicente Lucio Salazar                                                                            | 16-04-1895      | 23-08-1895   |
| Eloy Alfaro                                                                                      | 23-08-1895      | 01-09-1901   |
| Leónidas Plaza                                                                                   | 01-09-1901      | 01-09-1905   |
| Lizardo García                                                                                   | 01-09-1905      | 16-01-1906   |
| Eloy Alfaro                                                                                      | 16-01-1906      | 12-08-1911   |
| Carlos Freire Zaldumbide                                                                         | 12-08-1911      | 01-09-1911   |
| Emilio Estrada                                                                                   | 01-09-1911      | 22-12-1911   |
| Carlos Freire Zaldumbide                                                                         | 22-12-1911      | 06-03-1912   |
| Francisco Andrade Marín                                                                          | 06-03-1912      | 01-09-1912   |
| Leónidas Plaza                                                                                   | 01-09-1912      | 01-09-1916   |
| Alfredo Baquerizo                                                                                | 01-09-1916      | 01-09-1920   |
| José Luis Tamayo                                                                                 | 01-09-1920      | 01-09-1924   |
| Gonzalo Córdova                                                                                  | 01-09-1924      | 10-07-1925   |
| Junta militar                                                                                    | 10-07-1925      | 10-01-1926   |
| Junta de Govern President: Humberto Albornoz                                                     | 10-01-1926      | 10-03-1926   |
| Junta de Govern President: Julio Enrique Moreno                                                  | 10-03-1926      | 01-04-1926   |
| Isidro Ayora                                                                                     | 01-04-1926      | 24-08-1931   |
| Luis Larrea Alba                                                                                 | 24-08-1931      | 15-10-1931   |
| Alfredo Baquerizo                                                                                | 15-10-1931      | 27-08-1932   |
| Carlos Freile                                                                                    | 27-08-1932      | 02-09-1932   |
| Alberto Guerrero                                                                                 | 02-09-1932      | 05-12-1932   |
| Juan de Dios Martínez                                                                            | 05-12-1932      | 20-10-1933   |
| Abelardo Montalvo                                                                                | 20-10-1933      | 01-09-1934   |
| José María Velasco Ibarra                                                                        | 01-09-1934      | 21-08-1935   |
| Antonio Pons                                                                                     | 21-08-1935      | 26-09-1935   |
| Federico Páez                                                                                    | 26-09-1935      | 23-10-1937   |
| Alberto Enríquez                                                                                 | 23-10-1937      | 10-08-1938   |
| Manuel María Borrero                                                                             | 10-08-1938      | 02-12-1938   |
| Aurelio Mosquera                                                                                 | 02-12-1938      | 17-11-1939   |
| Carlos Alberto Arroyo del Río                                                                    | 17-11-1939      | 11-12-1939   |
| Andrés Córdova                                                                                   | 11-12-1939      | 10-08-1940   |
| Julio Enrique Moreno                                                                             | 10-08-1940      | 10-09-1940   |
| Carlos Alberto Arroyo del Río                                                                    | 01-09-1940      | 29-05-1944   |
| Julio Teodoro Salem                                                                              | 29-05-1944      | 31-05-1944   |
| José María Velasco Ibarra                                                                        | 31-05-1944      | 23-08-1947   |
| Carlos Mancheno Cajas                                                                            | 23-08-1947      | 02-09-1947   |
| Mariano Suárez                                                                                   | 02-09-1947      | 15-09-1947   |
| Carlos Julio Arosemena Tola                                                                      | 15-09-1947      | 01-09-1948   |
| Galo Plaza Lasso                                                                                 | 01-09-1948      | 01-09-1952   |
| José María Velasco Ibarra                                                                        | 01-09-1952      | 01-09-1956   |
| Camilo Ponce Enríquez                                                                            | 01-09-1956      | 01-09-1960   |
| José María Velasco Ibarra                                                                        | 01-09-1960      | 07-11-1961   |
| Carlos Julio Arosemena Monroy                                                                    | 07-11-1961      | 11-07-1963   |
| Junta de Govern President: Ramón Castro                                                          | 11-07-1963      | 29-03-1966   |
| Clemente Yerovi                                                                                  | 29-03-1966      | 16-11-1966   |
| Otto Arosemena                                                                                   | 16-11-1966      | 01-09-1968   |
| José María Velasco Ibarra                                                                        | 01-09-1968      | 15-02-1972   |
| Guillermo Rodríguez Lara                                                                         | 15-02-1972      | 11-01-1976   |
| Junta Militar President: Alfredo Poveda                                                          | 11-01-1976      | 10-08-1979   |
| Jaime Roldós                                                                                     | 10-08-1979      | 24-05-1981   |
| Osvaldo Hurtado                                                                                  | 24-05-1981      | 10-08-1984   |
| León Febres-Cordero                                                                              | 10-08-1984      | 10-08-1988   |
| Rodrigo Borja                                                                                    | 10-08-1988      | 10-08-1992   |
| Sixto Durán Ballén                                                                               | 10-08-1992      | 10-08-1996   |
| Abdalá Bucaram                                                                                   | 10-08-1996      | 06-02-1997   |
| Rosalía Arteaga                                                                                  | 06-02-1997      | 11-02-1997   |
| Fabián Alarcón                                                                                   | 11-02-1997      | 10-08-1998   |
| Jamil Mahuad                                                                                     | 10-08-1998      | 21-01-2000   |
| Junta de salvació nacional Cap: Lucio Gutiérrez                                                  | 21-01-2000      | 21-01-2000   |
| Junta d'estat President: Carlos Mendoza                                                          | 21-01-2000      | 22-01-2000   |
| Gustavo Noboa                                                                                    | 22-01-2000      | 15-01-2003   |
| Lucio Gutiérrez                                                                                  | 15-01-2003      | 20-04-2005   |
| Alfredo Palacio                                                                                  | 20-04-2005      | 15-01-2007   |
| Rafael Correa                                                                                    | 15-01-2007      | 24-05-2017   |
| Lenín Moreno                                                                                     | 24-05-2017      | 24-05-2021   |
| Guillermo Lasso                                                                                  | 24-05-2021      | 24-05-2023   |
| Daniel Noboa                                                                                     | 24-05-2023      | en actiu     |